# Just Becquet
Just Becquet, nacido en Besanzón en 1829 y fallecido en París en 1907, fue un escultor francés.

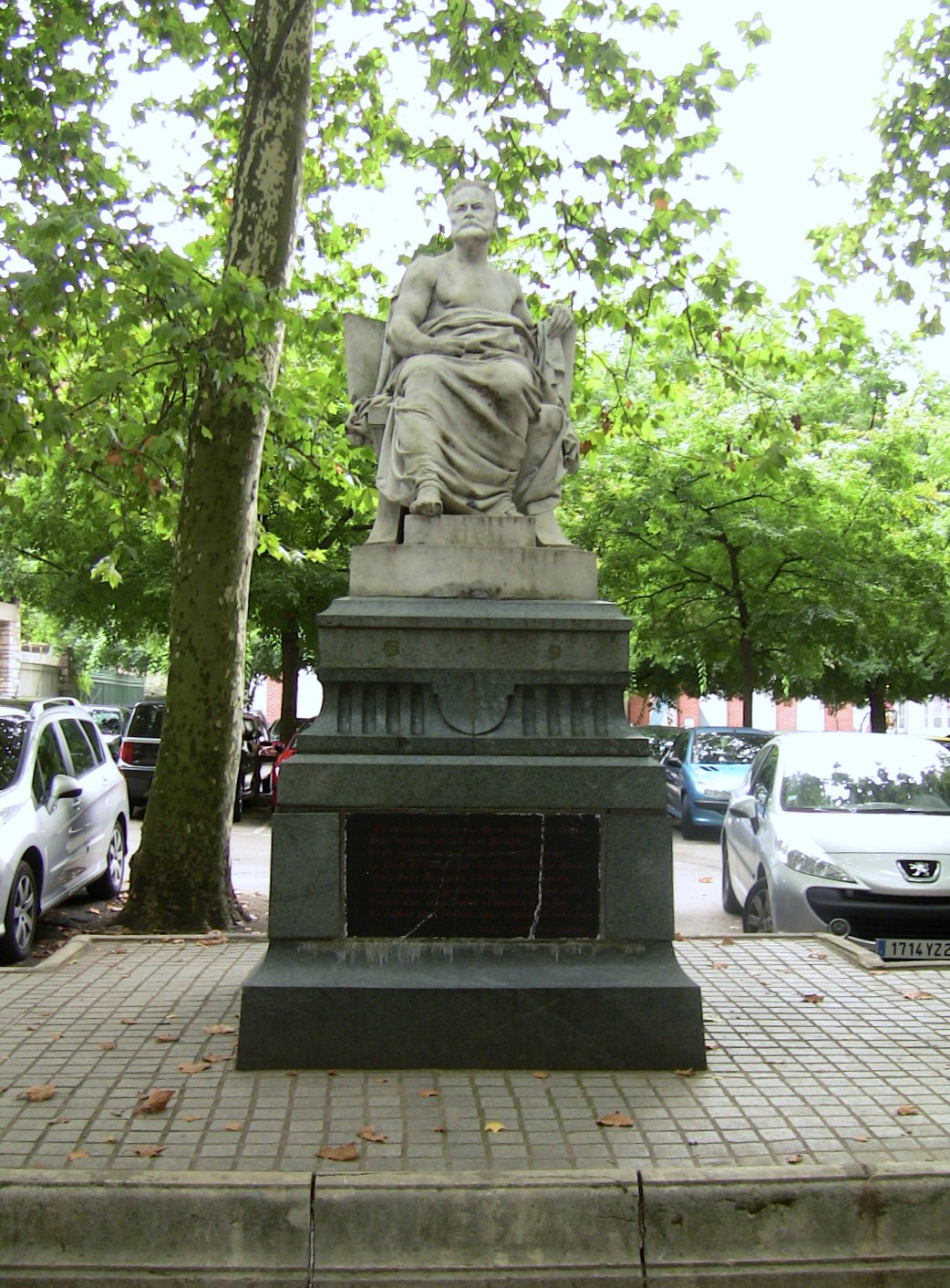
Estatua de Victor Hugo, 1902.

## Datos biográficos
Just Becquet nació en la ciudad del Franco Condado de Besanzón, en el año 1829 y falleció en la capital de Francia, París en 1907. 
Una calle en su ciudad natal lleva su nombre.

## Obras

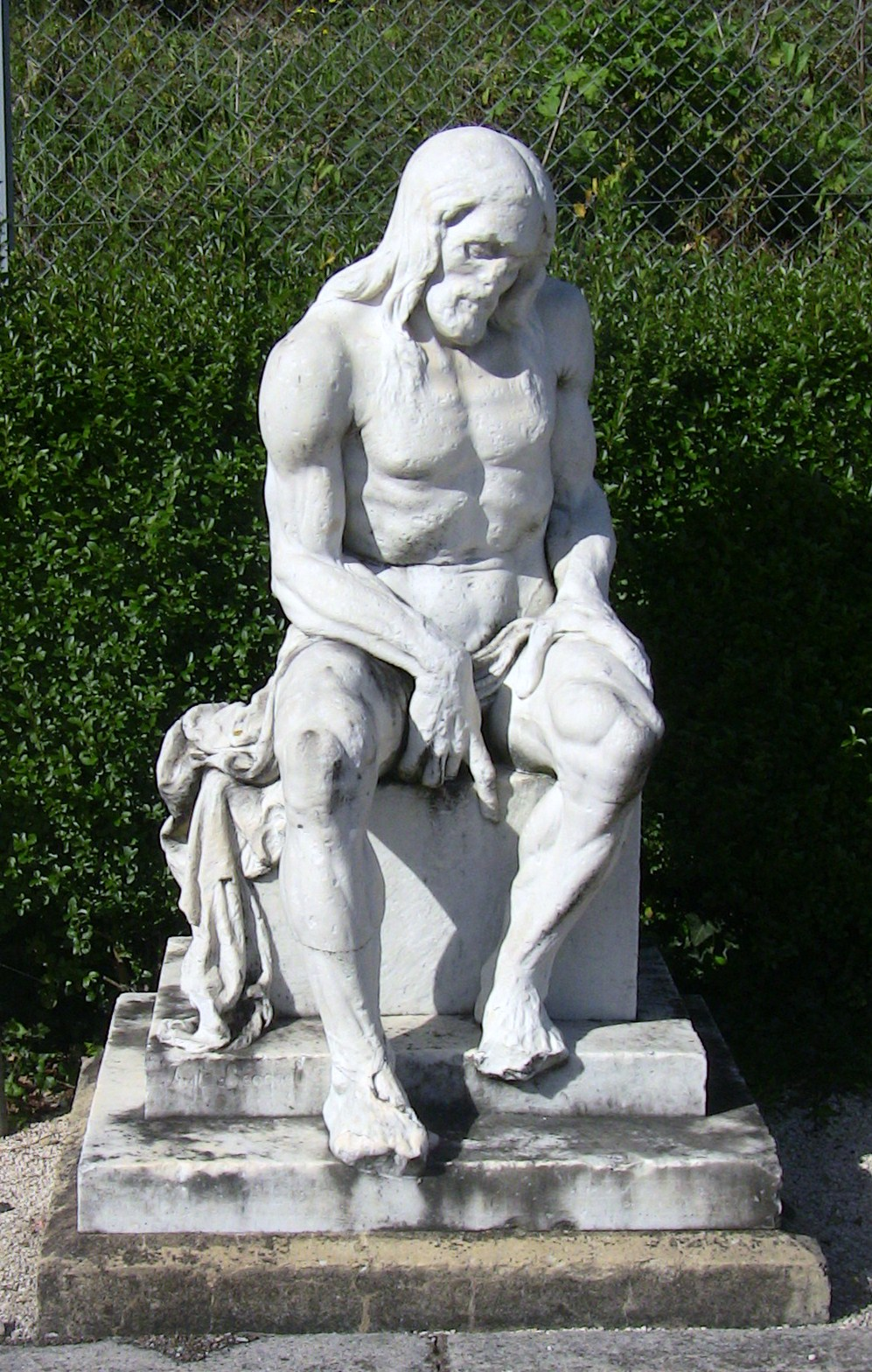
Estatua del cementerio de Saint-Ferjeux.

Entre las mejores y más conocidas obras de Just Becquet se incluyen las siguientes:
En Besançon
- Estatua de la Flora - Statue de Flore ( 1884 ): situada en la plaza Flore, en el Distrito de Chaprais , fue trasladada a la plaza des Tilleuls del distrito de Palente en 1950 debido a la reurbanización de la plaza , allí permaneció antes de regresar a su ubicación original en el 1999 .
- Estatua de Victor Hugo en el parque Granvela , inaugurada en 1902, con ocasión del centenario del nacimiento del escritor.
- Basílica de San Ferjeux: Cúpula compuesta de mosaicos y vidrieras conjunto realizado por el taller Gaudin y esculturas de Just Becquet.
- Participó en la elaboración de la decoración del hotel Besançon-les-Bains , y la construcción de una estatua de la danza en el salón de baile del Casino de la ciudad.
- Estatua del Cementerio de San Ferjeux .

- Memorial del coronel Denfert-Rochereau en Montbéliard.[5]
- Estatua de la Virgen y el Niño conocida como Nuestra Señora de roble (del francés: Notre-Dame du chêne) de 1903 en Ornans.[6]
- El dios Pan y un tigre - Le Dieu Pan et un tigre (1897), en la plaza (square) del Palais Galliera , París
- La moneda - La Numismatique

figura alegórica de mármol en la Bibliothèque nationale de París (II Distrito).
El arco que da al patio está decorado con cuatro estatuas alegóricas. La impresión, Jules Jacques Labatut, y La moneda, Just Becquet, adornan el lado izquierdo, mientras que El grabado de Jean-Baptiste Hugues y Caligrafía, Jules Félix Coutan ocupan el lado derecho.

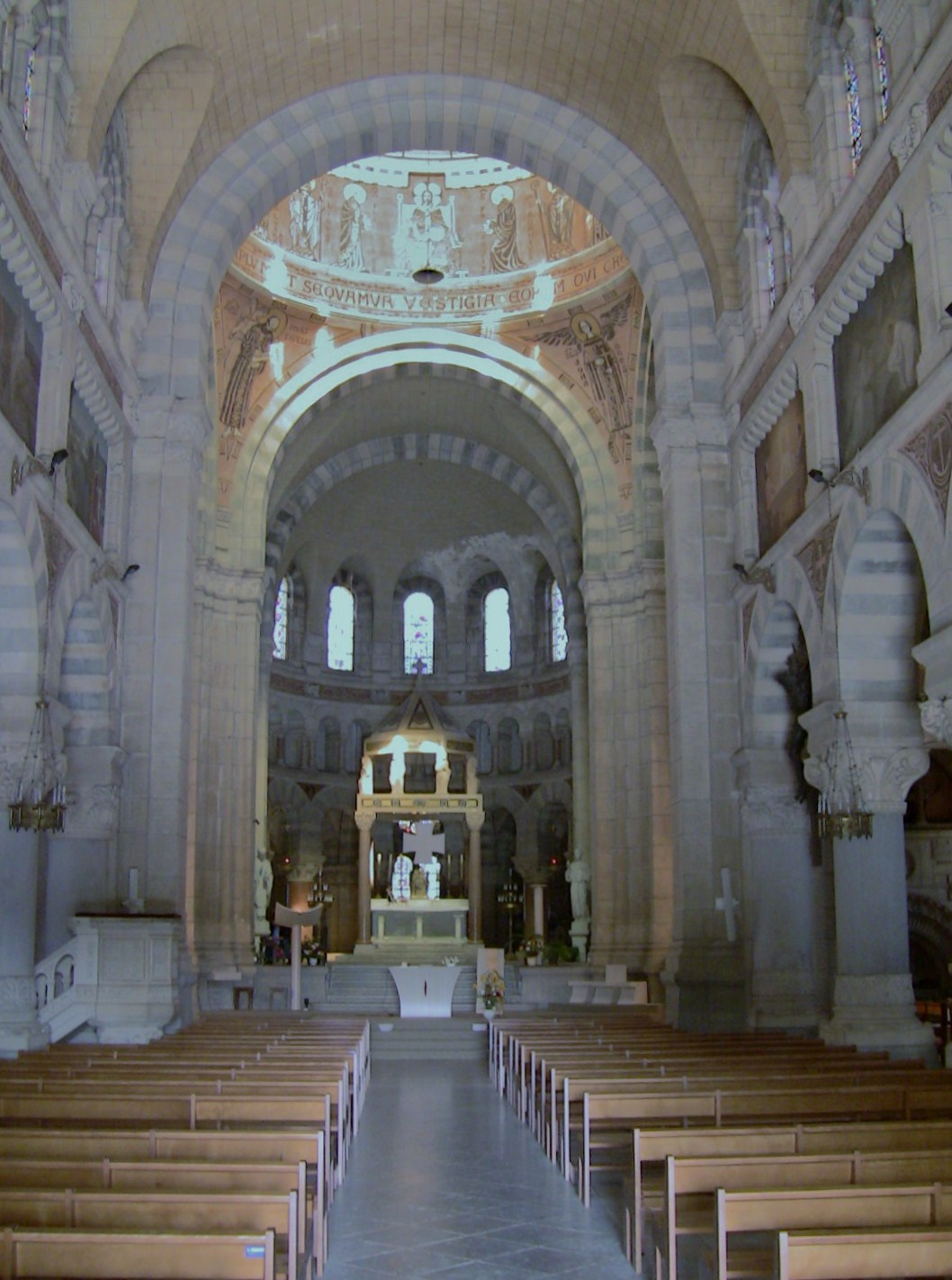
Interior de la basílica Saint-Ferjeux
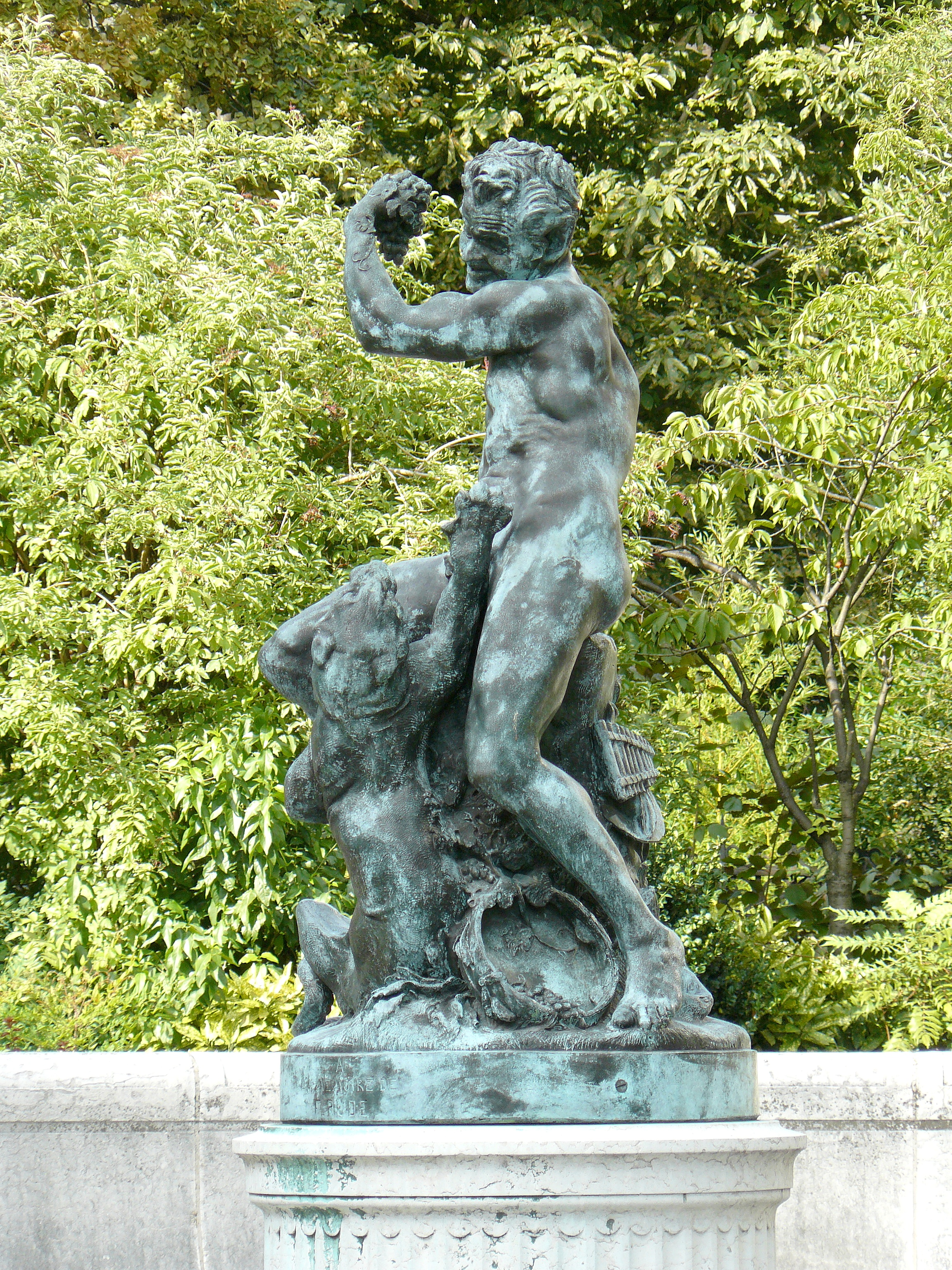
El dios Pan y un tigre - Le Dieu Pan et un tigre (1897)
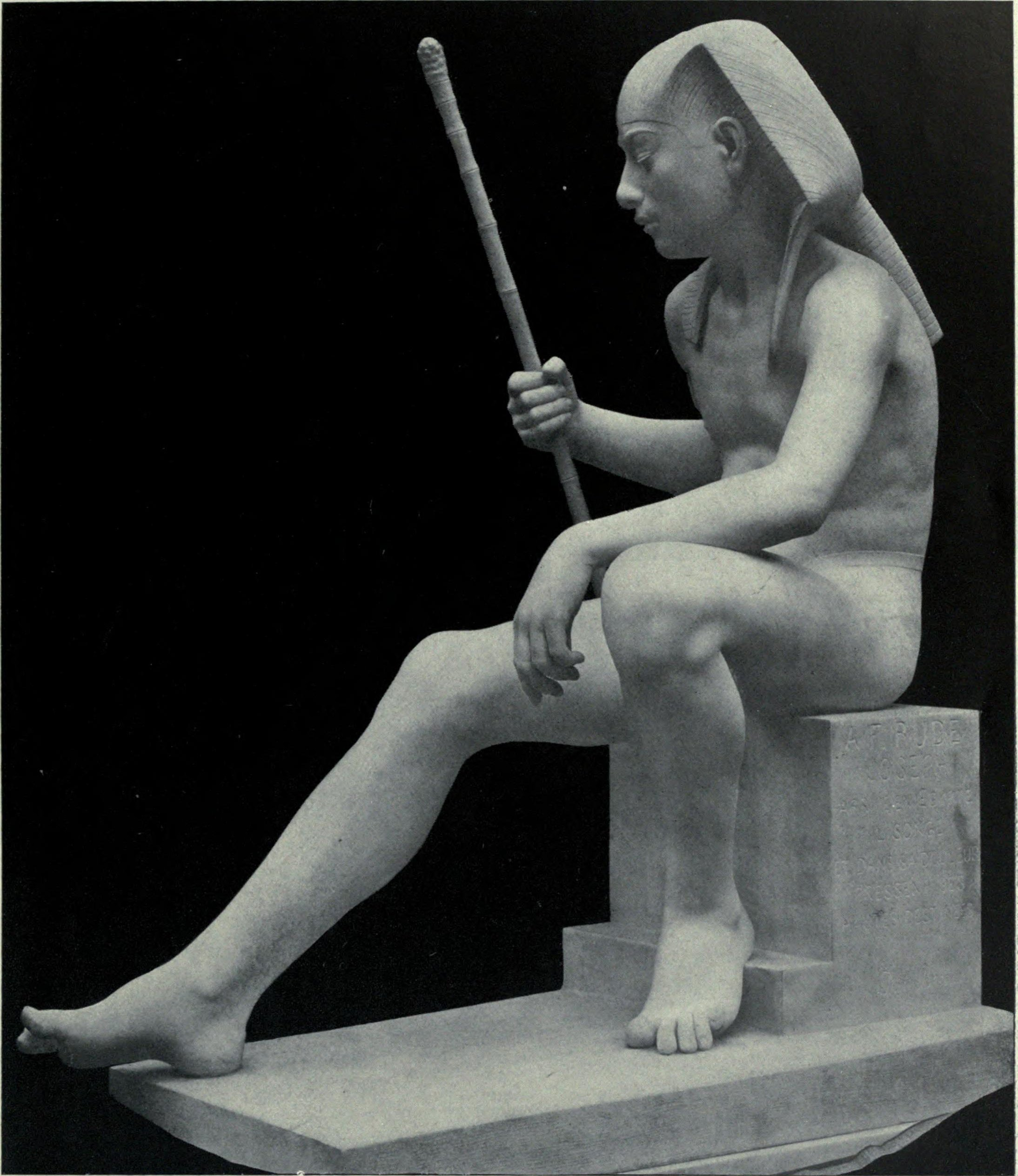
Estatua de Josué en Egipto, fotografía del Salón de París